# Kanał Sowno
 Kanał Sowno – kanał wodny w województwie zachodniopomorskim, w powiecie stargardzkim, w gminie Stargard Szczeciński. Kanał Sowno posiada charakter melioracyjny, został wybudowany w celu uregulowania stosunków wodnych i odwodnienia rozległej podmokłej doliny leśnej. Rozpoczyna się dwoma głównymi ciekami; jeden odwadnia okolicę wsi Cisewo, drugi płynie z terenów położonych na północ od wsi Zieleniewo. W dolnym biegu wody Kanału przepływają przez wieś Sowno, poniżej której uchodzi on do rzeki Iny.